# Canton de Lure-1
Le canton de Lure-1 est une circonscription électorale française du département de la Haute-Saône.

## Histoire
Un nouveau découpage territorial de la Haute-Saône entre en vigueur à l'occasion des élections départementales de 2015. Il est défini par le décret du 17 février 2014, en application des lois du 17 mai 2013 (loi organique 2013-402 et loi 2013-403). Les conseillers départementaux sont, à compter de ces élections, élus au scrutin majoritaire binominal mixte. Les électeurs de chaque canton élisent au Conseil départemental, nouvelle appellation du Conseil général, deux membres de sexe différent, qui se présentent en binôme de candidats. Les conseillers départementaux sont élus pour 6 ans au scrutin binominal majoritaire à deux tours, l'accès au second tour nécessitant 12,5 % des inscrits au 1er tour. En outre la totalité des conseillers départementaux est renouvelée. Ce nouveau mode de scrutin nécessite un redécoupage des cantons dont le nombre est divisé par deux avec arrondi à l'unité impaire supérieure si ce nombre n'est pas entier impair, assorti de conditions de seuils minimaux. Dans la Haute-Saône, le nombre de cantons passe ainsi de 32 à 17.
Le canton de Lure-1 est formé de communes des anciens cantons de Saint-Sauveur (3 communes), de Saulx (9 communes), de Lure-Nord (7 communes) et de Champagney (1 commune) et d'une fraction de la commune de Lure. Il est entièrement inclus dans l'arrondissement de Lure. Le bureau centralisateur est situé à Lure.

## Représentation
| Période élective | Période élective | Mandat | Mandat   | Identité         | Nuance | Nuance | Qualité                                                                                                |
| ---------------- | ---------------- | ------ | -------- | ---------------- | ------ | ------ | --- |
| 2015             | 2021             | 2015   | 2021     | Raoul Juif       |        | PS     | Orthoptiste, conseiller municipal de Lure Ancien conseiller général du Canton de Lure-Nord (2011-2015) |
| 2015             | 2021             | 2015   | 2021     | Mireille Lab     |        | PS     | Infirmière, adjointe au maire de Ronchamp                                                              |
| 2021             | 2028             | 2021   | en cours | Benoît Cornu     |        | DVG    | Enseignant, maire de Ronchamp, Président de la Communauté de communes Rahin et Chérimont               |
| 2021             | 2028             | 2021   | en cours | Karine Guillerey |        | PS     | Enseignante, 2ème adjointe au maire de Lure                                                            |

### Résultats détaillés

#### Élections de mars 2015
À l'issue du 1er tour des élections départementales de 2015, deux binômes sont en ballottage : Raoul Juif et Mireille Lab (PS, 37,55 %) et Christophe Chaudy et Yvette Claudel (FN, 32,41 %). Le taux de participation est de 53,73 % (5 339 votants sur 9 937 inscrits) contre 59,21 % au niveau départemental et 50,17 % au niveau national.
Au second tour, Raoul Juif et Mireille Lab (PS) sont élus avec 56,14 % des suffrages exprimés et un taux de participation de 54,79 % (2 705 voix pour 5 444 votants et 9 937 inscrits).

#### Élections de juin 2021
Le premier tour des élections départementales de 2021 est marqué par un très faible taux de participation (33,26 % au niveau national). Dans le canton de Lure-1, ce taux de participation est de 35,24 % (3 367 votants sur 9 554 inscrits) contre 40,34 % au niveau départemental. À l'issue de ce premier tour, deux binômes sont en ballottage : Benoît Cornu et Karine Guillerey (DVG, 38,24 %) et Inès Martin et Clément Sejournant (RN, 31,01 %).
Le second tour des élections est marqué une nouvelle fois par une abstention massive équivalente au premier tour. Les taux de participation sont de 34,36 % au niveau national, 42,9 % dans le département et 38,78 % dans le canton de Lure-1. Benoît Cornu et Karine Guillerey (DVG) sont élus avec 61,4 % des suffrages exprimés (2 103 voix pour 3 706 votants et 9 556 inscrits),,.

## Composition
| Nom                           | Code Insee | Intercommunalité      | Superficie (km2) | Population (dernière pop. légale)              | Densité (hab./km2) | Modifier                                    |
| ----------------------------- | ---------- | --------------------- | ---------------- | ---------------------------------------------- | ------------------ | ------------------------------------------- |
| Lure (bureau centralisateur)  | 70310      | CC du pays de Lure    | 24,31            | Fraction : 4 567 (2022) Commune : 7 912 (2022) | 325                | modifier les données · modifier les données |
| Adelans-et-le-Val-de-Bithaine | 70004      | CC du Triangle Vert   | 17,30            | 313 (2022)                                     | 18                 | modifier les données · modifier les données |
| Betoncourt-lès-Brotte         | 70067      | CC du Triangle Vert   | 3,07             | 114 (2022)                                     | 37                 | modifier les données · modifier les données |
| Bouhans-lès-Lure              | 70081      | CC du Triangle Vert   | 9,11             | 273 (2022)                                     | 30                 | modifier les données · modifier les données |
| Châteney                      | 70140      | CC du Triangle Vert   | 2,60             | 63 (2022)                                      | 24                 | modifier les données · modifier les données |
| Châtenois                     | 70141      | CC du Triangle Vert   | 5,75             | 117 (2022)                                     | 20                 | modifier les données · modifier les données |
| La Creuse                     | 70186      | CC du Triangle Vert   | 5,04             | 72 (2022)                                      | 14                 | modifier les données · modifier les données |
| Creveney                      | 70188      | CC du Triangle Vert   | 2,44             | 52 (2022)                                      | 21                 | modifier les données · modifier les données |
| Dambenoît-lès-Colombe         | 70195      | CC du Triangle Vert   | 8,69             | 273 (2022)                                     | 31                 | modifier les données · modifier les données |
| Franchevelle                  | 70250      | CC du Triangle Vert   | 10,42            | 486 (2022)                                     | 47                 | modifier les données · modifier les données |
| Froideterre                   | 70259      | CC du pays de Lure    | 2,83             | 365 (2022)                                     | 129                | modifier les données · modifier les données |
| Genevrey                      | 70263      | CC du Triangle Vert   | 11,97            | 245 (2022)                                     | 20                 | modifier les données · modifier les données |
| Linexert                      | 70304      | CC du Triangle Vert   | 1,99             | 116 (2022)                                     | 58                 | modifier les données · modifier les données |
| Malbouhans                    | 70328      | CC des mille étangs   | 7,80             | 333 (2022)                                     | 43                 | modifier les données · modifier les données |
| La Neuvelle-lès-Lure          | 70385      | CC du pays de Lure    | 4,88             | 304 (2022)                                     | 62                 | modifier les données · modifier les données |
| Quers                         | 70432      | CC du Triangle Vert   | 9,93             | 330 (2022)                                     | 33                 | modifier les données · modifier les données |
| Ronchamp                      | 70451      | CC Rahin et Chérimont | 23,54            | 2 745 (2022)                                   | 117                | modifier les données · modifier les données |
| Saint-Germain                 | 70464      | CC du pays de Lure    | 14,12            | 1 369 (2022)                                   | 97                 | modifier les données · modifier les données |
| Saulx                         | 70478      | CC du Triangle Vert   | 15,12            | 875 (2022)                                     | 58                 | modifier les données · modifier les données |
| Servigney                     | 70490      | CC du Triangle Vert   | 5,78             | 127 (2022)                                     | 22                 | modifier les données · modifier les données |
| Velleminfroy                  | 70537      | CC du Triangle Vert   | 6,02             | 296 (2022)                                     | 49                 | modifier les données · modifier les données |
| Canton de Lure-1              | 7006       |                       |                  | 13 435 (2022)                                  |                    | modifier les données                        |

Le canton de Lure-1 comprend :
1. vingt communes entières,
2. la partie de la commune de Lure située au nord d'une ligne définie, d'une part, par l'axe des voies et limites suivantes : depuis la limite territoriale de la commune de Bouhans-lès-Lure, ligne de chemin de fer de Paris à Bâle, avenue Carnot, rue Henri-Marsot, ligne droite tracée dans le prolongement de la rue Henri-Marsot, jusqu'à la limite territoriale de la commune de Froideterre.

## Démographie
En 2022, le canton comptait 13 435 habitants, en évolution de −2,15 % par rapport à 2016 (Haute-Saône : −1,4 %, France hors Mayotte : +2,11 %).
| 2013   | 2018   | 2022   |
| ------ | ------ | ------ |
| 13 971 | 13 605 | 13 435 |